# Society for American Baseball Research
A Society for American Baseball Research (SABR) é uma organização dedicada a fomentar a pesquisa e a divulgação da história e do registro do beisebol. Fundada em Cooperstown, Nova Iorque, em 10 de agosto de 1971 pelo jornalista esportivo Bob Davids, está sediada em Phoenix, Arizona. Seu quadro associativo em 1 de junho de 2019 era de 5.367.

## Prêmios
Premiações anuais da SABR incluem:
- Prêmio Bob Davids:[1] para membros SABR excepcionais que fizeram contribuições para SABR e beisebol que refletem engenhosidade, integridade e auto-sacrifício. É a maior homenagem da SABR, e foi criada em 1985.[2]
- Prêmio Henry Chadwick: para pesquisadores de beisebol — historiadores, estatísticos, analistas e arquivistas.[3][4][5][6]
- Medalha Seymour[7]: melhor livro de história ou biografia do beisebol publicado durante o ano anterior.[8][9][10][11][12]
- Prêmio McFarland de Pesquisa do Beisebol da SABR: para os autores dos melhores artigos sobre a história do beisebol ou biografia concluídos durante o ano civil anterior (publicado ou não).[13]
- Prêmio Sporting News de Pesquisa do Beisebol da SABR: para projetos que não se enquadram nos critérios da Medalha Seymour ou do Prêmio McFarland-SABR.
- Prêmio Literário Jerry Malloy: melhor manuscrito de não ficção em livro enviado por um membro da SABR.
- Prêmio de Pesquisa Doug Pappas: melhor apresentação oral de pesquisa na Convenção Anual.
- Prêmio Lee Allen: para o melhor projeto de pesquisa de beisebol na competição anual do National History Day.
- Prêmio Jack Kavanagh Memorial Youth de Pesquisa do Baseball: artigo de pesquisa de um pesquisador nas séries 6–8 (categoria do ensino fundamental II), grades 9–12 (categoria do ensino médio), ou alunos de 22 anos ou menos (categoria universitária).

Em 2013, a SABR começou a colaborar com a Rawlings no Gold Glove Award. Rawlings mudou o processo de votação para incorporar o Índice SABR Defensivo, um componente sabermétrico fornecido pela SABR, que responde por aproximadamente 25 por cento dos votos para o prêmio defensivo.